# District Itoem-Kalinski
District Itoem-Kalinski (Russisch: Итум-Калинский райо́н) is een district in het zuiden van de Russische autonome republiek Tsjetsjenië. Het district heeft een oppervlakte van 2.000 vierkante kilometer en een inwonertal van 5.483 in 2010. Het administratieve centrum bevindt zich in Itoem-Kale.
Bestuurlijk centrum: Grozny

Steden: Argoen · Goedermes · Sjali · Oeroes-Martan

Districten: Atsjchoj-Martanovski · Goedermesski · Groznenski · Itoem-Kalinski · Koertsjalojevski · Nadterezjni · Naoerski · Nozjaj-Joertovski · Oeroes-Martanovski · Soenzjenski · Sjalinski · Sjarojski · Sjatojski · Sjelkovskoj · Vedenski